# Министерство высшего и среднего специального образования РСФСР
Министерство высшего и среднего специального образования РСФСР — орган государственной власти в РСФСР в 1959—1990 годы. 

## История
Министерство создано на основании закона РСФСР от 26 ноября 1959 года «Об утверждении Указа Президиума Верховного Совета РСФСР „Об образовании союзно-республиканского Министерства высшего и среднего специального образования РСФСР“ и о внесении дополнения в статью 54 Конституции (Основного Закона) РСФСР». Реорганизовано 14 июля 1990 года и преобразовано в Государственный комитет РСФСР по делам науки и высшей школы (Закон РСФСР от 14 июля 1990 года № 101-I «О республиканских министерствах и государственных комитетах РСФСР»). 

## Руководство
За все время существования министерства были назначены два его руководителя:
| Имя                                       | Дата вступления в должность        | Дата снятия с должности   |
| ----------------------------------------- | ---------------------------------- | ------------------------- |
| Столетов, Всеволод Николаевич (1907—1989) | 27 сентября 1959                   | 18 февраля 1972           |
| Образцов, Иван Филиппович (1920—2005)     | 18 февраля 1972 и. о. 15 июня 1990 | 15 июня 1990 14 июля 1990 |